# Arno Kompatscher
Arno Kompatscher (ur. 19 marca 1971 w Völs am Schlern) – włoski polityk i przedsiębiorca narodowości autriackiej, od 2014 gubernator Bozen-Südtirol, od 2016 prezydent Trydentu-Górnej Adygi.

## Życiorys
Jego ojciec był burmistrzem i blacharzem. Po odbyciu obowiązkowej służby wojskowej od 1991 do 1997 studiował prawo na kursie prowadzonym przez Uniwersytet Padewski i Uniwersytet w Innsbrucku. Odbył kursy z zakresu ksiąg wieczystych i sekretariatu. Pracował jako ślusarz i blacharz w rodzinnym przedsiębiorstwie, później przez rok jako nauczyciel i od 1998 do 2004 w biurze prawnym gminy Kastelruth. W 2004 rozpoczął zarządzanie firmą prowadzącą kolejkę linową.
W latach 2000–2005 był zastępcą burmistrza, a w latach 2005–2013 burmistrzem rodzinnej miejscowości. Kierował lokalnym zrzeszeniem gmin, a od 2012 gminnymi strukturami Południowotyrolskiej Partii Ludowej. W 2013 zdecydowaną większością wygrał prawybory partyjne. W wyborach z 2013 zdobył najwięcej głosów wśród kandydatów SVP do landtagu prowincji, następnie 9 stycznia 2014 został gubernatorem Bozen-Südtirol (w 2019 reelekcja). Jednocześnie w 2016 wybrano go prezydentem Trydentu-Górnej Adygi, a w 2017 szefem Euroregionu Tyrol–Tyrol Południowy–Trydent.

## Życie prywatne
Od 1995 żonaty, ma siedmioro dzieci.